# 荘司典子
荘司 典子（しょうじ のりこ、1970年7月13日 - ）は、TCP Artist所属のフリーアナウンサー。

## 人物・来歴
埼玉県さいたま市出身。桜蔭高等学校、白百合女子大学卒業。身長は159cm。星座はかに座。血液型はO型。趣味は競馬、全国競馬場巡り、猫と馬の写真を撮る、利き酒、ボウリングなど。
飼い猫の名は「ハコスケ」。自身のウェブサイトのタイトルはその名が由来。

## 主な出演番組
- 中央競馬全レース中継（グリーンチャンネル） - キャスター（日曜午後担当・2015年12月まで）
- Odds On TV! 芝チャンネル「OKABE Frontier」（グリーンチャンネル） - アシスタント、ナレーション
- グリーンチャンネル地方競馬中継（平日開催のコメンテーター　赤見千尋、秋田奈津子らと交互出演）
- グリーンチャンネル「トラックマンTV」 - アシスタント（2020年3月 - 10月2日)

## エピソード
プライベートでよく浦和競馬場に行くことから、競馬ライターの須田鷹雄が「普通に浦和にいる女」というキャッチコピーをつけた。『明日の勝ち馬検討社』でも「南関担当デスク」となっている。
2017年11月に元夫と再び結婚。